# Алеф (екзопланета)
Алеф (англ. Alef, HAT-P-9b) — це екзопланета, яка розташована на відстані близько 1500 світлових років від Землі в сузір'ї Візничого. Вона була виявлена 26 червня 2008 року за допомогою методу транзитів. Цей метод полягає в тому, що планета проходить перед своєю зорею, і це дозволяє астрономам вимірювати її розміри та орбіту. Планета має масу, яка становить близько 78 % від маси Юпітера, але її радіус на 40 % більший за радіус Юпітера. HAT-P-9b належить типу «гарячих Юпітерів», що означає, що екзопланета обертається дуже близько до своєї зорі, через що її температура дуже висока. Через таку близькість до зорі її рік триває лише 3,92 доби (тобто вона робить повний оберт навколо своєї зорі за менше ніж 4 дні).
У 2012 році за допомогою ефекту Россітера-Маклафліна виявили, що орбіта HAT-P-9b має нахил до осі обертання її зорі. Цей нахил складає приблизно -16 градусів, з можливим відхиленням до 8 градусів.
Назва «Алеф» була вибрана для цієї планети в рамках кампанії NameExoWorlds, організованої Ізраїлем на честь 100-річчя Міжнародного астрономічного союзу (IAU). «Алеф» — це перша літера в староєврейській мові, яка також перекладається як «бик».